# Пулккинен, Кати
Кати Пулккинен (фин. Kati Pulkkinen; род. 6 апреля 1975, Сулкава, Миккели) — бывшая финская лыжница, призёрка чемпионата мира 1997 года.

## Карьера
В Кубке мира Пулккинен дебютировала в 1995 году, тогда же впервые попала в десятку лучших в индивидуальной гонке на этапе Кубка мира. Всего в индивидуальных гонках имеет на своём счету 16 попаданий в десятку лучших на этапах Кубка мира. Лучшим достижением Пулккинен в общем итоговом зачёте Кубка мира является 24-е место в сезоне 1995/96.
На Олимпиаде-1998 в Нагано заняла 57-е место в гонке на 5 км классикой и 51-е место в гонке преследования.
На чемпионате мира — 1997 в Тронхейме завоевала бронзовую медаль в эстафете, а в личных гонках дважды была 16-й, в гонке на 30 км и гонке преследования, так же заняла 19-е место в гонке на 15 км коньком и 25-е место в гонке на 5 км классикой.
Использовала лыжи производства фирмы Atomic, ботинки и крепления Salomon.